# Xã Bidville, Quận Crawford, Arkansas
Xã Bidville (tiếng Anh: Bidville Township) là một xã thuộc quận Crawford, tiểu bang Arkansas, Hoa Kỳ. Năm 2010, dân số của xã này là 60 người.